# Prodana nevjesta
Prodana nevjesta (češ. Prodaná nevěsta) je komična opera u tri čina za koju je glazbu komponirao Bedřich Smetana, a libreto napisao Karel Sabina. Poznata je kao prvo značajnije operno djelo na češkom jeziku. 
Smetana ju je napisao motiviran nastojanjem da dokaže kako se Česi mogu ravnopravno natjecati s drugim narodima po svojim kulturnim dostignućima. Radnja je smještena u jedno češko selo, i prikazuje kako se dvoje mladih ljubavnika, Jenik i Marenka, nastoje vjenčati, odnosno spriječiti Marenkine roditelje da je udaju za bogataševa sina Vašeka. Opera, u koju je Smetana unio mnogo elemenata češke narodne glazbe, je premijerno prikazana 1866. godine, ali bez velikog uspjeha, te ju je Smetana prerađivao sve do 1870. kada je dobila svoj konačni oblik. Uspjeh je postigla tek nakon Smetanine smrti, kada su je otkrile brojne ugledne operne kuće, a danas predstavlja jedno od klasičnih opernih djela 19. stoljeća.
Nekoliko puta je bila adaptirana za film, pri čemu je najpoznatija njemačka verzija Die verkaufte Braut u režiji Maxa Ophülsa.

## Vanjske poveznice
- Die verkaufte Braut